# Bessières, Haute-Garonne
Bessières este o comună în departamentul Haute-Garonne din sudul Franței. În 2009 avea o populație de 3.172 de locuitori.

## Evoluția populației
| An        | 1975  | 1982  | 1990  | 1999  | 2006  | 2009  |
| --------- | ----- | ----- | ----- | ----- | ----- | ----- |
| Populație | 1.595 | 1.841 | 2.009 | 2.222 | 3.018 | 3.172 |

## Monumente

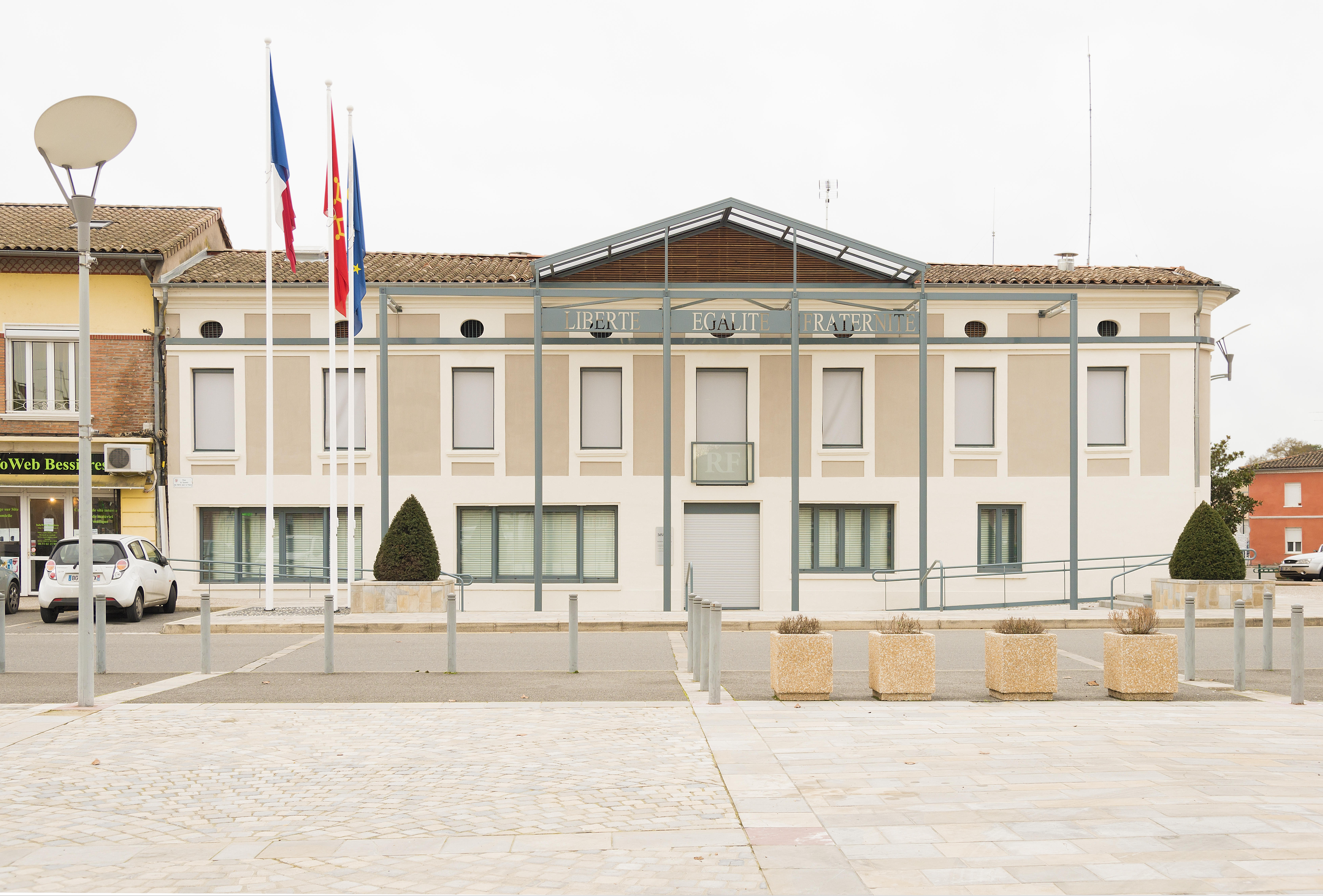
Primărie.
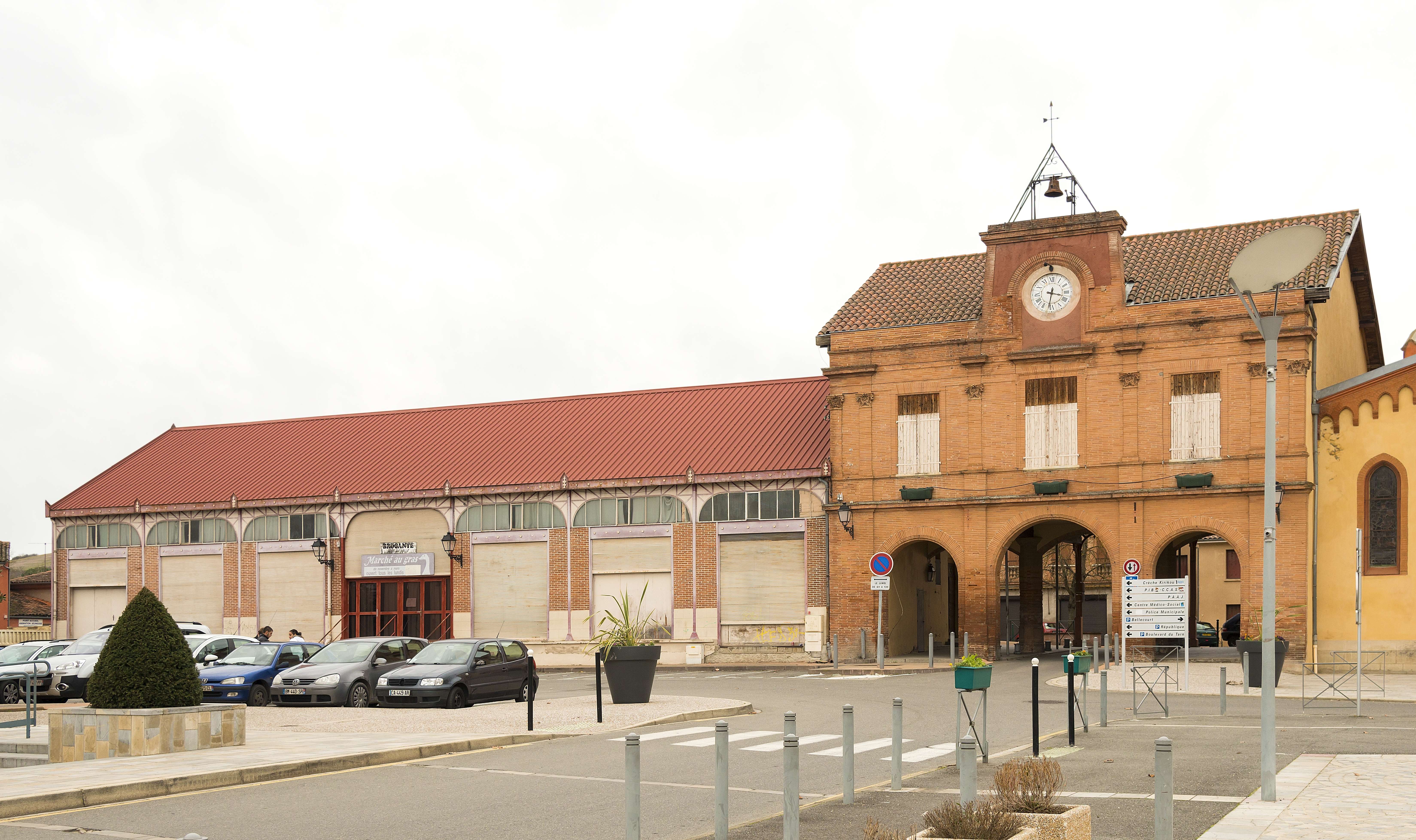
Piața.
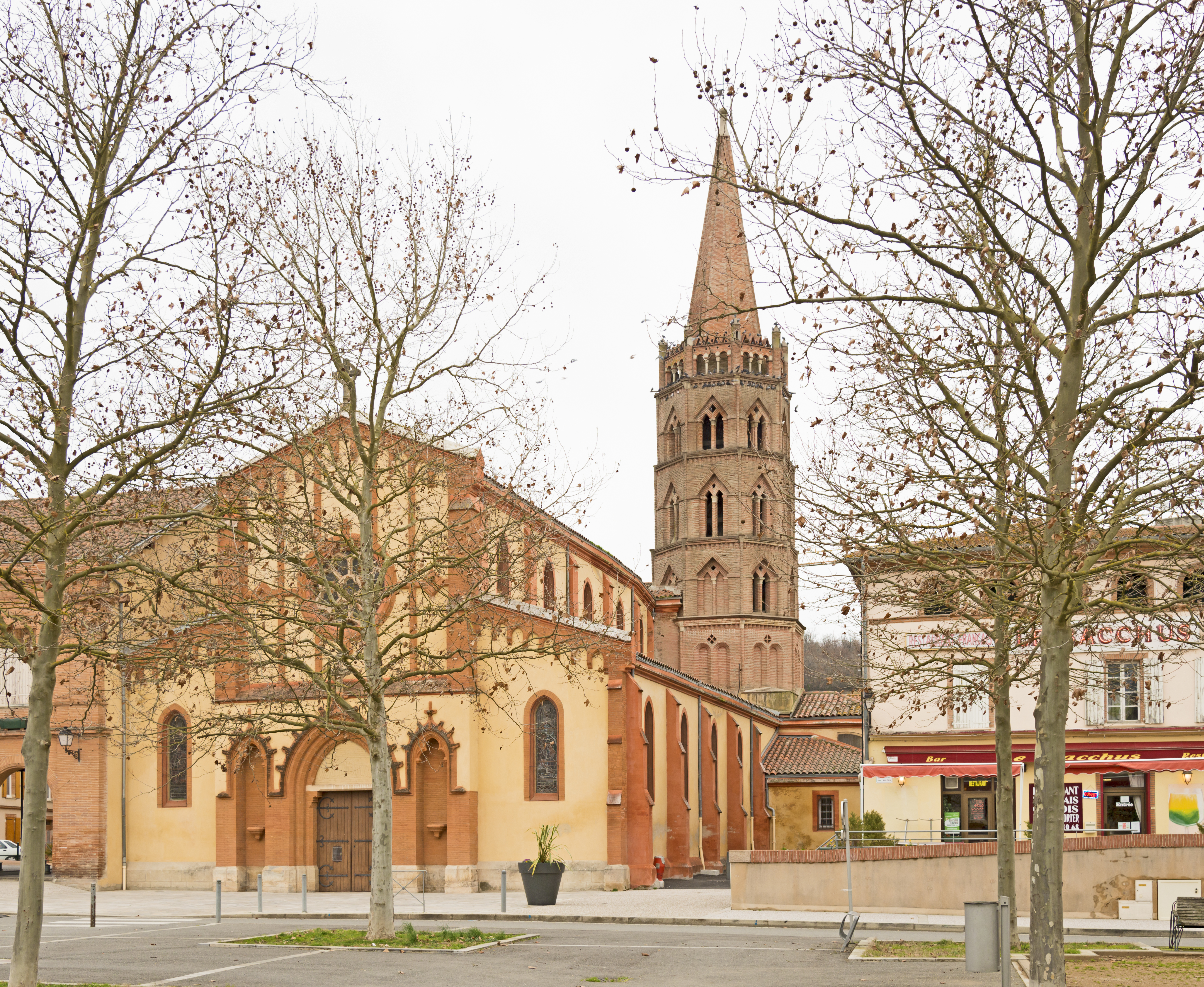
Biserica.
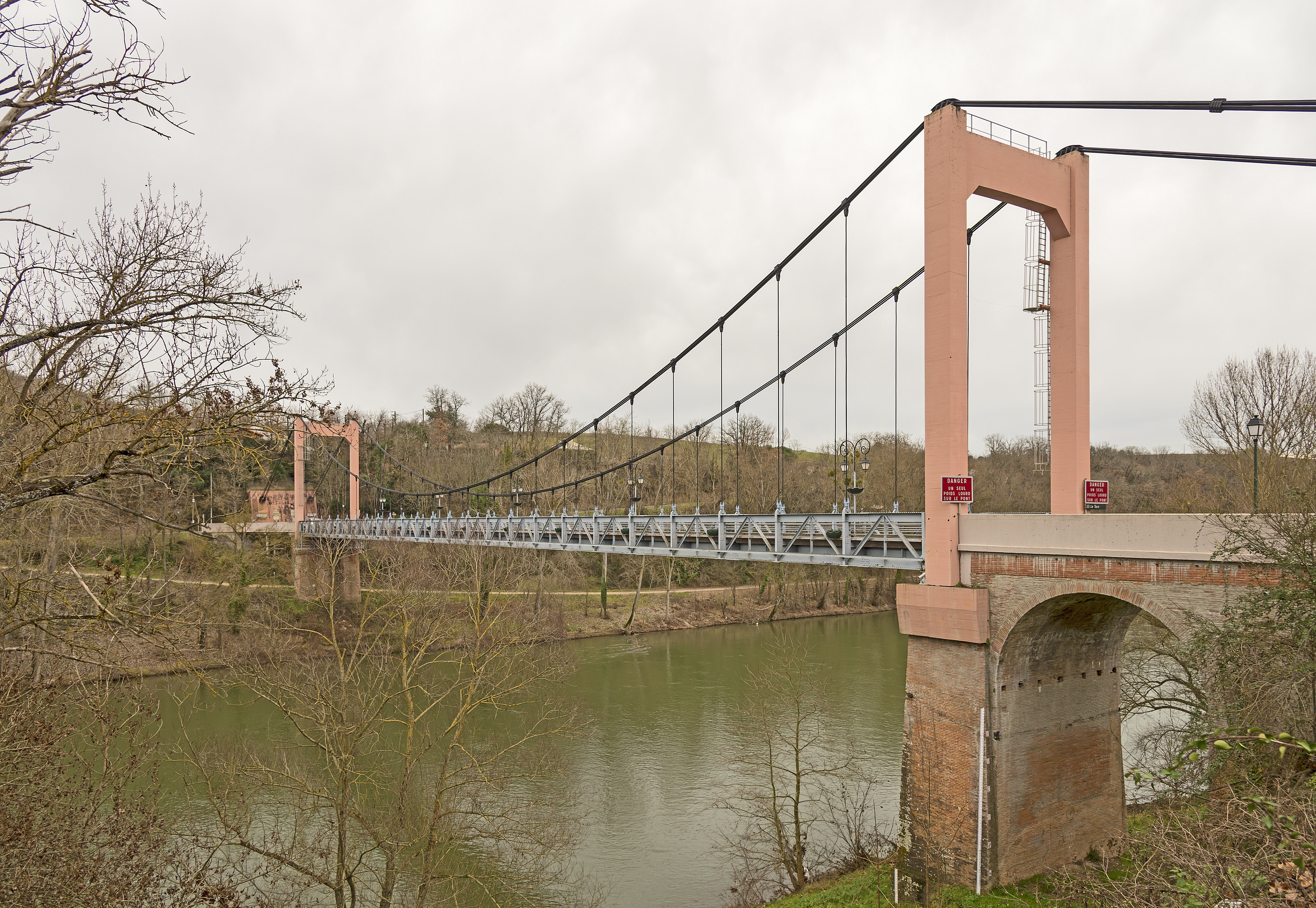
Pod.